# 韦尔戈讷
韦尔戈讷（法語：Vergonnes，法語發音：[vɛʁɡɔn] ⓘ）是法国曼恩-卢瓦尔省的一个旧市镇，属于瑟格雷区。2016年12月15日，韦尔戈讷和相邻的另外9个市镇合并为新市镇翁布雷当茹（Ombrée d'Anjou）。

## 地理
韦尔戈讷（47°43'31"N, 1°5'8"W）面积10.38 平方千米，位于法国卢瓦尔河地区大区曼恩-卢瓦尔省，该省份为法国西部内陆省份，大致对应安茹地区，北起顺时针与马耶讷省、萨尔特省、安德尔-卢瓦尔省、维埃纳省、德塞夫勒省、旺代省、大西洋卢瓦尔省和伊勒-维莱讷省接壤。
与韦尔戈讷接壤的市镇（或旧市镇、城区）包括：拉沙佩勒于兰、沙泽昂里、孔布雷、格吕热-洛皮塔勒、诺埃莱。
韦尔戈讷的时区为UTC+01:00、UTC+02:00（夏令时）。

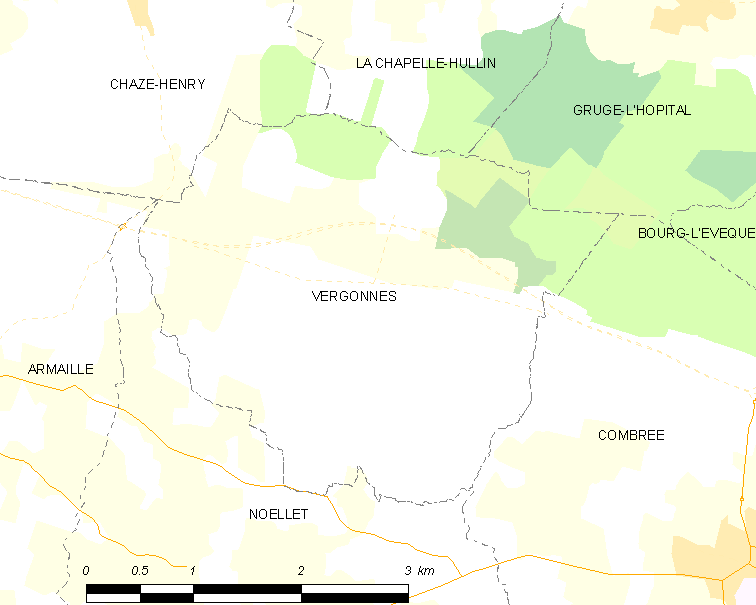
韦尔戈讷的OSM定位图

## 行政
韦尔戈讷的邮政编码为49420，INSEE市镇编码为49366。

## 政治
韦尔戈讷所属的省级选区为蓝色安茹地区瑟格雷县。

## 人口

1962-2008年间韦尔戈讷人口变化图示

韦尔戈讷于2018年1月1日时的人口数量为288人。